# Zoran Milanović
Pour les articles homonymes, voir Milanović.
Zoran Milanović (/zǒran mǐla:noʋit͡ɕ/), né le 30 octobre 1966 à Zagreb, est un homme d'État croate, président de la République depuis 2020. 
Il est président du Parti social-démocrate de Croatie (SDP) de 2007 à 2016 et Premier ministre entre 2011 et 2016. Se mettant en retrait de la vie politique, il remporte en 2020 l'élection présidentielle face à la présidente sortante, Kolinda Grabar-Kitarović. Il est très largement réélu en 2025, quelques mois après les élections législatives au cours desquelles il a tenté sans succès de conduire la campagne de la coalition formée autour du SDP.

## Situation professionnelle

### Formation et carrière
Son père, Stipe, et sa mère, Gina, sont originaires de Sinj.
En 1986, Zoran Milanović fait des études de droit à l'université de Zagreb. Il apprend l'anglais, le russe et le français.
Après ses études, il obtient un poste d'interne à la cour de commerce de Croatie. En 1993, il travaille au ministère des Affaires étrangères croates. Un an plus tard, il est envoyé au Haut-Karabagh et est le premier Croate à participer à une mission de paix de l'Organisation des Nations unies.
En 1996, il est conseiller au sein de la mission croate auprès de l'Union européenne et de l'OTAN à Bruxelles. À la fin de son mandat en 1999, il retourne au ministère des Affaires étrangères.

### Vie privée et familiale
Zoran Milanović se marie en 1994 avec Sanja Musić, avec qui il a deux fils : Anto et Marko.

## Parcours politique

### Débuts
En 1999, Zoran Milanović rejoint le Parti social-démocrate de Croatie (SDP).
Après la victoire de ce parti aux élections législatives croates de 1999, il devient responsable des relations avec l'OTAN. Trois ans plus tard, il est nommé vice-ministre des Affaires étrangères auprès du ministre Tonino Picula. Il quitte son poste après les élections législatives de 2003.
En 2004, il rejoint le comité directeur du parti et en est brièvement le porte-parole, lorsqu'il remplace Gordana Grbić. Il est élu coordinateur à l'approche des élections législatives de 2007.

### Président du SDP
Le 2 juin 2007, une convention extraordinaire du parti se tient à Zagreb en raison de la démission du président du parti, Ivica Račan. Zoran Milanović est candidat, face aux favoris Željka Antunović, Milan Bandić et Tonino Picula : au premier tour, il mène avec 592 voix. Au second tour, il gagne face à Antunović et devient ainsi le président du SDP.

### Élections législatives de 2011

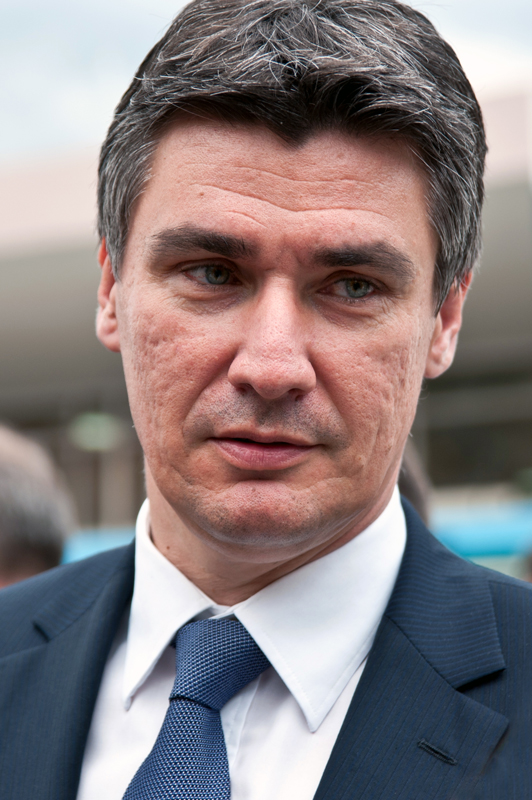
Zoran Milanović en 2011.

Le 23 novembre 2010, Zoran Milanović signe un accord avec le Parti populaire croate - Démocrates libéraux (HNS-LD), la Diète démocrate istrienne (IDS) et le Parti croate des retraités (HSU), afin de constituer une coalition politique, baptisée « Alliance pour le changement » (SZP), en vue des élections législatives de 2011. Les quatre partis de la SZP adoptent formellement un accord de coalition pré-électorale, qui prend le nom de « Coalition Cocorico ».
Lors du scrutin, organisé le 4 décembre, l'alliance remporte 40,7 % des voix et 80 députés sur 151, contre 47 à l'Union démocratique croate (HDZ) de Jadranka Kosor.

### Premier ministre
Dix jours plus tard, Zoran Milanović est chargé par le président Ivo Josipović de former le douzième gouvernement de Croatie. La séance d'investiture au Parlement est prévue dès la semaine suivante. Il annonce alors que son gouvernement s'attachera à relancer la croissance économique, d'à peine 0,5 % du PIB en 2011, à faire voter un budget d'austérité, et à assurer le succès du référendum sur l'adhésion de la Croatie à l'Union européenne. Il est investi avec son gouvernement, le 23 décembre, par le Parlement, avec 89 voix pour, 28 contre et 12 abstentions, 24 députés n'ayant pas pris part au vote.

### Retour dans l'opposition
En janvier 2016, l'indépendant Tihomir Orešković lui succède à la tête du gouvernement. L'échec de la coalition au pouvoir mène à la convocation des élections législatives anticipées du 11 septembre 2016. À l'issue du scrutin, la Coalition populaire (NK), formée autour du SDP, est de nouveau devancée par l'Union démocratique croate (HDZ). Milanović indique au lendemain des élections qu'il ne postulera pas à un nouveau mandat à la présidence du Parti social-démocrate au scrutin qui doit être convoqué dans les cinq mois.
Il n'est pas particulièrement populaire auprès des électeurs de gauche, qui lui reprochent d'avoir rapproché son parti du centre.

### Élection présidentielle de 2019-2020
Soutenu par le SDP, Zoran Milanović est candidat à l'élection présidentielle croate de 2019-2020. Au premier tour, il arrive en tête avec 30 % des voix, trois points devant la présidente sortante, Kolinda Grabar-Kitarović. Au second tour, il l'emporte avec 52,7 % des suffrages exprimés, 10 560 voix derrière son adversaire.

### Président de la République

#### Investiture
Zoran Milanović est investi le 18 février 2020 pour un mandat de cinq ans.

#### Exercice du mandat

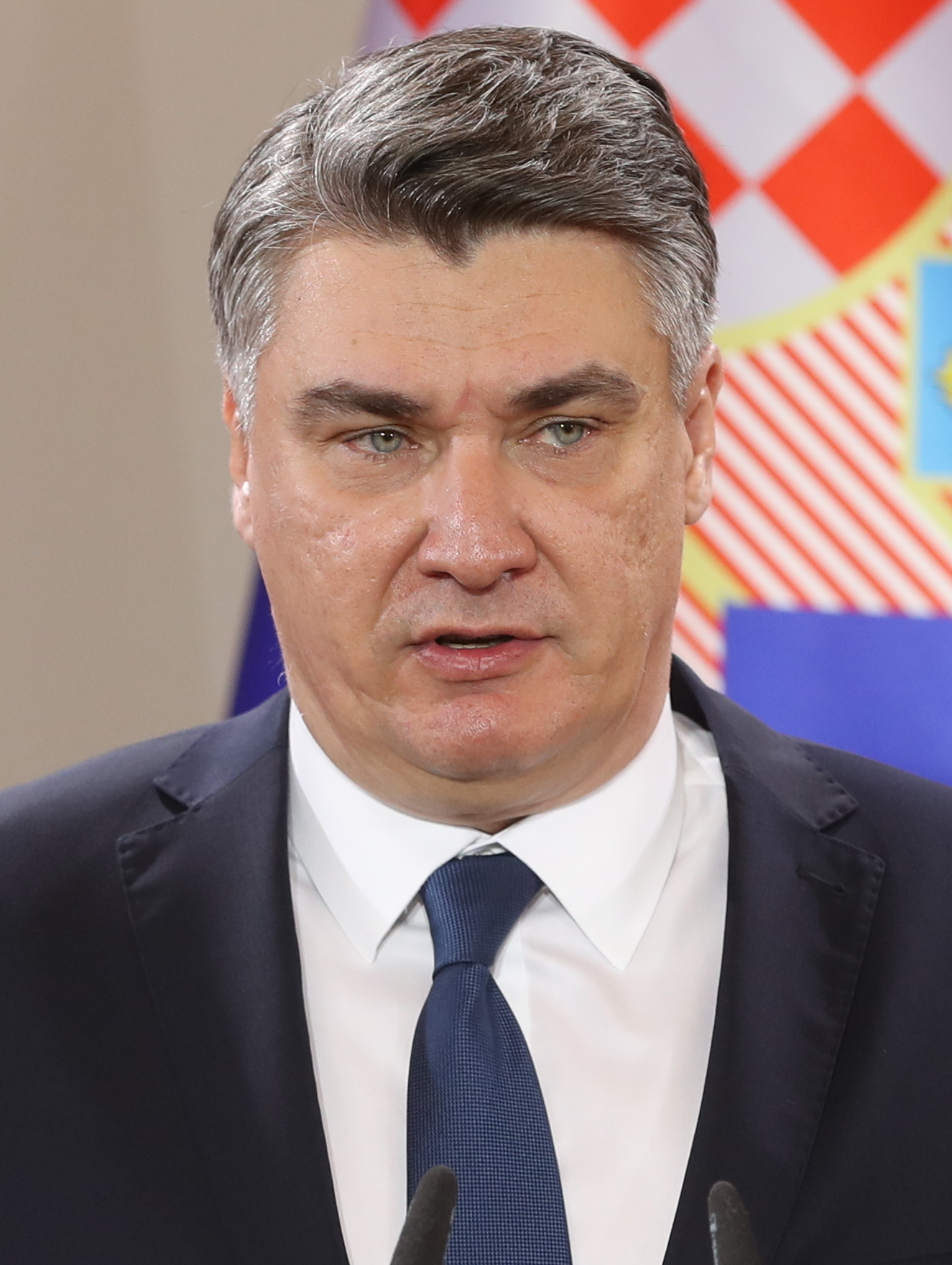
Zoran Milanović en 2020.

Lors de la campagne des élections législatives de 2024, Zoran Milanović tente de se mettre à la tête de la coalition Rivières de justice, menée par son ancienne formation, le SDP. Quelques heures après avoir convoqué le scrutin le 15 mars — soit quatre mois avant la date prévue —, Milanović déclare lors d'une conférence de presse être candidat aux élections, dans le but de devenir Premier ministre. Il promet ainsi de démissionner au soir de la « victoire du SDP » aux élections, une décision qui provoquerait la tenue anticipée de l'élection présidentielle prévue pour décembre 2024,.
Trois jours plus tard, la Cour constitutionnelle rejette la candidature de Milanović, ainsi que toute implication de sa part dans la campagne électorale en faveur du SDP, en raison du « devoir de neutralité » de sa fonction. La Cour juge ainsi que Milanović doit démissionner s'il veut poursuivre ses projets, une décision qualifiée par le concerné de « coup d'État constitutionnel ». Milanović qualifie les juges de la Cour de « gangster illettrés » et de « paysans primitifs », et les accuser de « prendre en otage » les électeurs et alliés du SDP,.
Connu pour ses positions pro-russes, Zoran Milanović s'est notamment fait remarquer en s'opposant en 2022 à l'adhésion de la Suède et de la Finlande à l'OTAN dans le contexte de l'invasion de l'Ukraine par la Russie. Il qualifie ainsi les projets d'adhésion — qui aboutissent tous deux l'année suivante — de « charlatanisme dangereux » et les compare à l'action de « taquiner un ours enragé en enfonçant un stylo dans son œil »,. Au cours de la campagne, il accuse le gouvernement de corruption et de chercher à faire entrer en guerre la Croatie aux côtés de l'Ukraine, et appelle la population à « chasser les voleurs et les abuseurs du pouvoir ».

#### Élection présidentielle de 2024-2025
Zoran Milanović est candidat à sa réélection à l'élection présidentielle de 2024-2025. Le 29 décembre 2024, il manque de peu d'être réélu dès le premier tour avec 49,7 % des voix exprimées. Il affronte Dragan Primorac, le candidat de l'Union démocratique croate, lors d'un second tour, le 12 janvier 2025. Milanović est réélu avec un score écrasant de 74,7 % des voix, ce qui fait de lui le troisième chef de l'État réélu, après Franjo Tuđman et Stjepan Mesić.